# Sucre invertit
El sucre invertit és un tipus de sucre, obtingut a partir d'una reacció química; la hidròlisi àcida o inversió enzimàtica, on la sacarosa (disacàrid) es trenca en dos sucres simples: la glucosa i la fructosa. El resultat és un xarop espès que sempre es presenta en estat líquid, ja que la fructosa no cristal·litza correctament en presència de glucosa. En comparació amb el seu precursor (la sacarosa), el sucre invertit és reductor.
Pot ser un producte obtingut involuntàriament o obtingut mitjançant l'aplicació de la reacció química esmentada. Per precisar, quan s'escalfa una solució de sucre en presència d'un àcid, com el cítric, que pot trobar-se en el suc de llimona o l'àcid tàrtric, el sucre es trenca en els seus dos components. Aquest és el procés d'inversió, que dona nom al producte resultant: sucre o almívar invertit. Quan preparem melmelades, la mescla de sucre amb l'àcid de les fruites ja produirà la inversió del sucre. També el podem trobar de manera natural en molts aliments com la mel.
La hidròlisi pot induir-se escalfant una solució aquosa de sacarosa, o bé, afegint catalitzadors per accelerar la conversió. Els catalitzadors biològics utilitzats s'anomenen sacarasa (en animals) i invertases (en plantes). Les sacarases i les invertases, són tipus d'enzims d'hidròlisis glicosídica.

## La polarització
El terme sucre invertit fa referència al comportament davant la llum polaritzada. La sacarosa, que és dextrogira, es divideix en dos monosacàrids, que són la glucosa, la qual també és dextrogira (també anomenada dextrosa) i la fructosa, la qual és levogira (levulosa). La barreja equimolecular de les dues és levogira, per aquest motiu, el sentit de rotació del pla de vibració de la llum, s'inverteix respecte el de la sacarosa original.
C₁₂H22O11 (sacarosa, rotació específica = +66.5°) + H₂O (sense rotació) + H+→ C₆H₁₂O₆ (glucosa, rotació específica = +52.7°) + C₆H₁₂O₆ (fructosa, rotació específica = -92°) + H+
Interpretant el resultat, la polarimetria passa de +66.5° a -19.65° (la meitat de la suma de la rotació específica de fructosa i glucosa), fet que inverteix el pla de la llum polaritzada.

## Obtenció
El sucre invertit s'obté per la hidròlisi del sucre comú (sacarosa). Aquesta hidròlisi es pot porta a terme mitjançant tres mètodes: 

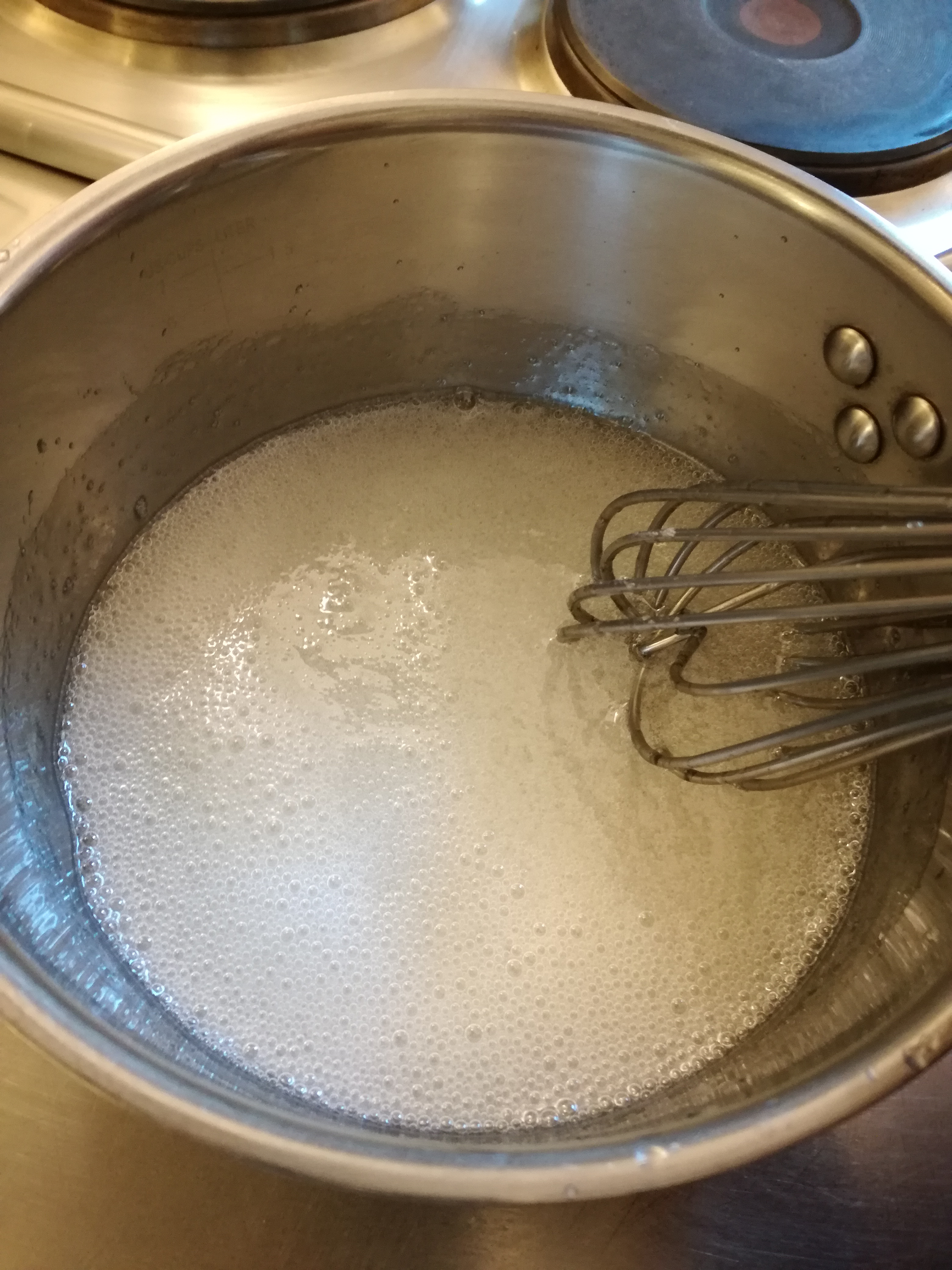
Efervescència produïda per la generació de CO₂ en la reacció de neutralització.

### Per l'acció d'un àcid a temperatura elevada
Primer, es prepara un almívar (xarop de sacarosa a 80 °C) i s'acidifica amb un àcid, en el cas experimental sobre el que es treballa, tàrtric (C₄H₆O₆). Com a resultat, s'eliminen els ponts d'hidrogen, transformant la solució aquosa de sacarosa en una solució aquosa de glucosa i fructosa. Quan es redueix la temperatura a 50 °C, es neutralitza el pH amb l'addició d'una base, en aquest cas hidrogencarbonat de sodi (NaHCO₃), fet que genera una efervescència que prové de la sortida de diòxid de carboni (CO₂) en estat gasós:
C₁₂H22O11(s) + H₂O(l) + H+→ C₆H₁₂O6(aq) + C₆H₁₂O6(aq) + H+
C₆H₁₂O6(aq) + C₆H₁₂O6(aq) + H+ + OH- → C₆H₁₂O6(aq) + C₆H₁₂O6(aq) + H₂O + Sal(g)
Es important no superar els 90 °C de temperatura per evitar la pèrdua d'aigua en forma de vapor.

### Per l'acció d'un enzim invertasa
Les solucions catalitzades per enzims preparats comercialment s'inverteixen a 60 °C. El pH òptim per a la inversió és de 5.0. La inversió es produeix a una velocitat d'aproximadament 0,15% del pes del xarop, i el temps d'inversió serà d'unes 8 hores. Quan es completa, la temperatura del xarop s'alça per inactivar la invertasa, però el xarop es concentra en un evaporador de buit per preservar el color.

## Característiques
- La seva energia alimentària, per 100 grams, és de 370 kcal (1560 kJ).
- Té un poder edulcorant de 130%, un 30% més que el sucre comú (sacarosa). Per tant, per modificar receptes, cal modificar quantitats de sucre.
- Dificulta la cristal·lització dels sucres.
- Actua com a humectant alimentari.
- Baix punt de congelació.
- Solució de 73ºBx per prova de refractòmetre.
- Accelera la fermentació de la massa de llevat, ja que reté la humitat. Tots els sucres constituents (sacarosa, glucosa i fructosa) admeten la fermentació, de manera que les solucions invertides, es poden fermentar tan fàcilment com les solucions de sacarosa.

Les proporcions per utilitzar serien les següents:
Per fleca: Substituir un 50% de la quantitat de sucre per sucre invertit.
Per gelateria: Substituir un 25% de sucre per sucre invertit.
Per Pans de Pessic: substituir entre el 10-24% de la quantitat de sucre per sucre invertit.

## Vida útil
Utilitzar sucre invertit en comptes de sucre convencional transmet a l'elaboració una millor conservació, ja que té un gran poder per retenir la humitat i mantenir la textura esponjosa de productes de brioxeria.
La vida útil del sucre invertit es d'un any, depenent de l'emmagatzematge i les condicions climàtiques. Si el sucre invertit es cristal·litza (normalment a causa d'un mal emmagatzematge o per errors comesos en la producció), es pot restaurar en el seu estat líquid tornant-lo a escalfar suaument.

## Usos
El sucre invertit està molt ben valorat pels pastissers a causa dels seus usos:
- Evita que els sucres cristal·litzin, donant una textura suau. És per això que es fa servir molt en la indústria alimentària, sobretot per fer gelats. Gràcies al seu poder anticristal·litzant, donar-li forma al gelat, és molt més fàcil. També rebaixa el punt de congelació.
- El sucre invertit és molt higroscòpic (absorbeix ràpidament l'aigua), per la qual cosa manté la humitat de productes de forneria, brioixeria i pastisseria. Confereix a aquests productes brillantor i rigidesa.
- Amb la retenció de la humitat fa que la durabilitat dels productes alimentaris en els quals s'empara sigui més llarga. També manté les propietats organolèptiques més temps.
- Els xarops invertits amb àcid, enfosqueixen menys perquè la seva acidesa retarda la caramel·lització.
- Emulsions amb altres líquids per endolcir el resultat final, ja que al obtenir un "almívar transparent", (gràcies a l'àcid) no afectarà en la caramelització i, per tant, en l'enfosquiment.
- Per elaborar merengues: obtenim un merenga amb molt de cos, no produeix sinèresis (pèrdua d'aigua del producte). Per acabar de montar bé la clara molts de cops, es necessita l'ajuda d'un àcid, per tant en l'addició d'aquest sucre,en el qual s'ha produït aquest reacció química (àcida), ajudarà a la proteïna de la clara d'ou a emulsionar-se.
- La mel és una mescla (principalment) de glucosa i fructosa, cosa que li dona propietats similars a les del sucre invertit i per això té la capacitat de romandre líquida durant llargs períodes.
- La confitura produeix sucre invertit durant l'escalfament sota l'acció d'àcid en la fruita. Les grans quantitats de monosacàrids produïts, permeten que el producte s'emmagatzemi durant períodes relativament llargs, amb el sucre com a conservant. Ex: melmelada
- Els ous de Cadbury Creme s'omplen amb xarop de sucre invertit produït per fondant amb invertasa.
- SourPatch també conté sucre invertit.
- Els fabricants de begudes alcohòliques sovint afegeixen sucre invertit en la producció de begudes com la ginebra, la cervesa i els caves per aromatitzar.
- El xarop d'or és un xarop d'aproximadament 56% de xarop invertit i un 44% de sacarosa.
- En les cigarretes es fa servir el sucre invertit per a afegir-hi aroma.